# Bramwell Tillsley
Bramwell Harold Tillsley, född 18 augusti 1931 i Kitchener, Ontario, död den 2 november 2019, var Frälsningsarméns 14:e general (1993–1994). Han lämnade posten efter bara 10 månader, av hälsoskäl.